# Excultanus horridus
Excultanus horridus är en insektsart som beskrevs av Delong 1944. Excultanus horridus ingår i släktet Excultanus och familjen dvärgstritar. Inga underarter finns listade i Catalogue of Life.